# Brachycolus cerastii
Brachycolus cerastii är en insektsart som först beskrevs av Johann Heinrich Kaltenbach 1846.  Brachycolus cerastii ingår i släktet Brachycolus och familjen långrörsbladlöss. Arten är reproducerande i Sverige. Inga underarter finns listade i Catalogue of Life.